# Al-Basasiri
al-Basāsīrī (in arabo ﺍﺑﻮ ﺍﻟﺤﺎﺭﺙ أرسلان ﺍﻟﺒﺴﺎﺳﻴﺮﻱ‎?) Abū l-Ḥārith Arslān al-Muẓaffar; ... – Saqī al-Furāt, 15 gennaio 1060) è stato uno schiavo turco acquistato inizialmente dal buwayhide Bahāʾ al-Dawla (al-Malik al-Raḥīm), che lo liberò destinandolo al mestiere delle armi.
Il mawlā ascese tutti i gradi dell'esercito califfale diventando un generale, prima di ribellarsi all'autorità abbaside, ammaliato dalla causa fatimide, e di organizzare una rivolta contro i Selgiuchidi, auto-elettisi "tutori" del Califfato di Baghdad.
Quando nel 1055 finì per mano selgiuchide la "tutela" buwayhide del califfato al-Basāsīrī avviò una rivolta contro i nuovi signori. Lo scontro durò vari anni senza che vi fosse un vincitore. A quel punto al-Basāsīrī fu avvicinato da emissari fatimidi che, per indebolire il residuo scarso potere abbaside, sposò la causa ismailita, in cambio di vantaggi materiali e morali, come quello di essere nominato dal Cairo viceré fatimide dell'Iraq.
Con il sostegno degli Arabi di Mesopotamia (attuale Iraq e parte della Persia), al-Basāsīrī provò a impadronirsi di Baghdad alla fine del 1058. Il califfo al-Qāʾim fu allontanato forzosamente dalla città e confinato a Haditha e i Fatimidi furono menzionati come legittimi sovrani nella khuṭba (allocuzione religiosa espressa nella ṣalāt del mezzodì di venerdì nelle moschee). Quando tuttavia il Sultano selgiuchide Toghrul Beg marciò sulla capitale abbaside al-Basāsīrī perse l'appoggio della popolazione, la sua ribellione fallì ed egli fu obbligato ad abbandonare precipitosamente Baghdad un anno appena dopo averla presa. La sua fuga fu peraltro inutile, perché fu ucciso in una scaramuccia subito dopo presso Kufa, a Saqī al-Furāt, da al-Kundurī, segretario del vizir selgiuchide.